# Cacia bootanana
Cacia bootanana är en skalbaggsart som beskrevs av Stefan von Breuning 1968. Cacia bootanana ingår i släktet Cacia och familjen långhorningar. Inga underarter finns listade.